# Domina – Die Last der Lust
Domina – Die Last der Lust ist eine in Schwarzweiß und Farbe gedrehte deutsche Filmdokumentation des Regisseurs Klaus Tuschen aus dem Jahr 1985. Der Film begleitet die West-Berliner Domina „Lady de Winter“ durch ihren Alltag. Teilweise wird ihre Arbeit mit Hilfe versteckter Kameras dokumentiert. Die Uraufführung auf den Internationalen Filmfestspielen Berlin 1985 führte zu einer juristischen Auseinandersetzung, die unter anderem auf die ungeklärten Bildrechte zurückzuführen war.

## Kritiken
- „Sehenswerte aber als schonungslose Studie sexueller Gelüste und Gewalttätigkeiten, die im Tabubereich existieren, exotisch scheinen und doch so alltäglich und verbreitet sind, daß mit dem Angebot von ‚Domina- und Sklavia-Modellen‘ ganze BZ-Seiten zu füllen sind. Ein männliches Wort dient dem Film als Untertitel, ‚Liebe ist eine gewalttätige Leidenschaft‘, von James Purdy. Von Liebe ist in diesem Film nicht die Rede.“ taz[1]

- „Die Interviewpassagen wirken unbeholfen und wenig aussagekräftig. Dies mag als Indiz für Sprachlosigkeit zum Thema Femdom gelten; Grund ist vermutlich die noch vorherrschende Tabuisierung.“ Datenschlag[2]

## Hintergründe
- Als der Film auf den Internationalen Filmfestspielen Berlin 1985 uraufgeführt werden sollte, kam es zu einer juristischen Auseinandersetzung, da die porträtierte „Lady de Winter“ sich nicht adäquat dargestellt sah und ihre Zustimmung zu einzelnen Szenen zurückzog. Sie führte außerdem an, dass von einigen heimlich gefilmten Kunden keine Einverständniserklärungen eingeholt werden könnten, woraufhin auf rund 14.000 Einzelbildern die Gesichter unkenntlich gemacht wurden.
- Die Dokumentation ist teilweise mit dem Song „Schlag mich, bitte bitte, schlag mich“ der Wiener Band Fono Dor unterlegt.